# Trường Kinh tế và Khoa học Chính trị Luân Đôn
Trường Kinh tế và Khoa học Chính trị London (tiếng Anh: The London School of Economics and Political Science, viết tắt LSE), là một cơ sở nghiên cứu và giáo dục công lập chuyên về các ngành khoa học xã hội ở Luân Đôn, và là một trường thành viên của liên hiệp Viện Đại học London. LSE được thành lập vào năm 1895 bởi bốn thành viên của Hiệp hội Fabian, Sidney Webb, Beatrice Potter Webb, Graham Wallas và George Bernard Shaw. 
Học viện có trụ sở chính tại phố Houghton, Westminster (khu thuộc Aldwych), ngay cạnh Tòa án Hoàng gia và Temple Bar, London Temple Bar. Thư viện chính của trường, thư viện Khoa học Chính trị và Kinh tế Anh, thường được gọi là "Thư viện LSE", là một trong những thư viện lớn nhất trên thế giới dành cho khoa học kinh tế và xã hội.
Học viện Kinh tế và Khoa học Chính trị London được biết đến là một trong những đại học danh tiếng nhất thế giới về giảng dạy và nghiên cứu về kinh tế và khoa học xã hội. Các cựu sinh viên và giảng viên của LSE bao gồm 55 nguyên thủ quốc gia và 18 người đoạt giải Nobel. Tính đến năm 2017, 27% (hoặc 13 trên 49) trong số tất cả các giải thưởng Nobel về Kinh tế đã được trao hoặc đồng trao cho các cựu sinh viên, nhân viên hiện tại hoặc nhân viên cũ của LSE. Các cựu sinh viên và giảng viên của LSE cũng đã giành được 3 giải Nobel Hòa bình và 2 giải Nobel Văn học. LSE đã đào tạo nhiều tỷ phú hơn bất kỳ trường đại học nào khác ở châu Âu. Ngoài ra, cơ cấu sinh viên tại LSE mang tính quốc tế cao nhất trong tất cả các trường đại học toàn cầu. Có thời điểm, số quốc gia có sinh viên theo học tại LSE còn nhiều hơn cả số thành viên của Liên Hợp Quốc.
Học viện Kinh tế và Khoa học Chính trị London là thành viên của Russell Group, Liên hiệp các trường đại học châu Âu (European University Association), Tổ chức các trường đại học Vương quốc Anh (Association of Commonwealth Universities), Cộng đồng các trường quản lý châu Âu và các công ty quốc tế (Community of European Management Schools and International Companies), Tổ chức các trường chuyên ngành và các vấn đề quốc tế (The Association of Professional Schools and International Affairs), UK Universities, Tam giác vàng của các trường đại học Vương quốc Anh (Golden Triangle of British Universities), và mới đây nhất là nhóm 5 trường ĐH dẫn đầu Vương quốc Anh.

## Lịch sử
Học viện Kinh tế và Khoa học Chính trị London được thành lập vào năm 1895 bởi hội Fabian (nhóm Cánh tả với chủ trương cải cách) với các thành viên Sidney và Beatrice Webb, Graham Wallas và George Bernard Shaw, dùng nguồn vốn đóng góp, bao gồm tài sản để lại trị giá £20 000 từ Henry Hunt Hutchinson cho hội Fabian. Quyết định thành lập trường được đưa ra trong một bữa tiệc sáng ngày 4 tháng 8 năm 1894. LSE được thành lập để đạt được mục đích của hội Fabian trong việc cải cách xã hội, tập trung nghiên cứu về các vấn đề đói nghèo, sự bất công cùng các vấn đề liên quan. 
Điều này dẫn đến việc hội Fabian và LSE trở thành một trong những ảnh hưởng chính đến Đảng Lao động Anh (Labour Party).
Đầu tiên, trường được thành lập với mục đích đổi mới phương pháp giảng dạy các vấn đề doanh nghiệp và chính trị tại vương quốc Anh. Sidney và Beatrice Webb chịu ảnh hưởng từ hình ảnh của Học viện Chính trị Paris (Institut d'Etudes Politiques de Paris) trong việc định hình nên LSE. Trường được mở cửa vào tháng 10 năm 1895 ở số 9 John Street, Adelphi, với chức năng ban đầu là một cơ sở đào tạo vào ban đêm cho giai cấp lao động.
Trường được mở rộng một cách nhanh chóng cùng với việc khánh thành thư viện mới, Thư viện khoa học kinh tế và chính trị vương quốc Anh, đặt tại số 10 Adelphi Terrace, tháng 9 năm 1896. Năm 1900, LSE chính thức trở thành một khoa kinh tế của liên hiệp các trường đại học London tại Bloomsbury, bắt đầu nhận học sinh cử nhân và tiến sĩ cũng ngay trong năm đó. Cùng lúc, LSE mở rộng ra các ngành khoa học xã hội khác bao gồm địa lý, triết học, tiên phong trong lĩnh vực quan hệ quốc tế, cũng như giảng dạy lịch sử, luật, tâm lý học và xã hội học. Trước năm 1902, LSE đã và sẽ tiếp tục mở rộng địa điểm tại Aldephi Terrace, đồng thời chuyển tới Clare Market, thuộc Aldwych như hiện nay từ năm 1902., giữ vai trò là trụ sở hành chính chính thức cũng như các lớp học được khánh thành tại Houghton Street vào năm 1922.
Trong suốt những năm này, dưới sự điều hành của William Beveridge, cha đẻ của chương trình phúc lợi xã hội và NHS (National health Service), LSE đã định nghĩa lại kinh tế cùng các khái niệm liên quan theo quy tắc tiêu chuẩn là "một môn khoa học nghiên cứu nhân thái (human behaviour) cùng mối quan hệ giữa những ý nghĩa tận cùng và khan hiếm với những mục đích sử dụng khác nhau" (a science which studies human behaviour as a relationship between ends and scarce means which have alternative uses). Vì thế, LSE được nhìn nhận như là một nơi tiên phong của môn kinh tế học hiện đại. Dưới thời Beveridge, Friedrich Hayek được bổ nhiệm vào làm tại trường và đã mang đến uy thế cho LSE bởi cuộc tranh luận nổi tiếng với John Maynard Keynes.
Năm 1939, với sự bùng nổ của Thế chiến thứ 2, trụ sở của LSE tại phố Houghton trở thành nơi làm việc cho nội các của cuộc chiến tranh kinh tế. Trong khi các cuộc thảo luận sau đó giữa giám đốc nhà trường, Carr-Saunder và thủ tướng Winston Churchill, LSE đã được đồng ý cho dời địa điểm tạm thời tới Cambridge, đặt tại Peterhouse college. Chiến tranh oanh tạc xảy ra khiến cho thời gian LSE lưu lại Cambridge kéo dài, và sau đó quay trở lại Luân Đôn vào năm 1945.

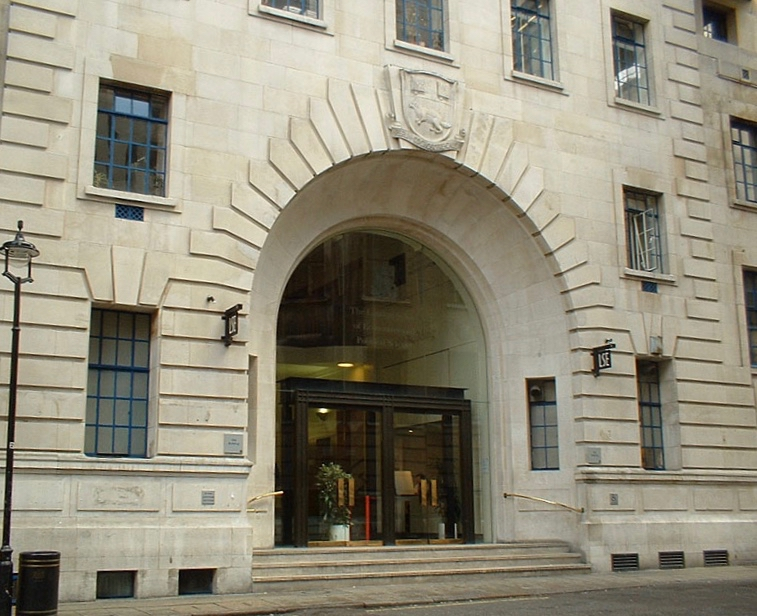
Cổng vào Old Building

Cuộc tranh luận nổi tiếng Keynes-Hayek giữa Cambridge và LSE tiếp tục định dạng cho tư duy kinh tế ngày nay như là các quốc gia vẫn tiếp tục tranh luận về các vấn đề phúc lợi xã hội với nền kinh tế được kiểm soát duy nhất bởi thị trường. Công trình nghiên cứu của Hayek tiếp tục ảnh hưởng đến khoa học kinh tế toàn cầu. Ngoài ra, trong những năm này, Harold Joseph Laski, một giáo sư môn khoa học chính trị tại LSE đã có uy thế trong giới chính trị Anh như là nhà biện hộ cho các chính sách thiên tả. Rất nhiều các nguyên thủ quốc gia trong đó có John F. Kennedy và em trai đã từng học tại LSE.
Lúc đầu, LSE là một tổ chức có khuynh hướng xã hội chủ nghĩa. Tuy nhiên, điều này đã thay đổi trước những năm 1960, khi giám đốc LSE, Walter Adams đấu tranh để tách LSE khỏi gốc rễ Fabian. Điều này đã dẫn đến nhiều cuộc biểu tình học sinh.
Anthony Giddens, nguyên giám đốc LSE là người tạo ra thuyết Third Way (một hệ thống các lý luận học thuyết chính trị quản lý nhà nước- kết hợp giữa quan điểm thị trường tự do và quan điểm về sự cần thiết về sự can thiệp của nhà nước) mà sau này được sử dụng bởi Tony Blair và Bill Clinton.

## Hoạt động
LSE tiếp tục có những ảnh hưởng to lớn tới xã hội quốc tế, đặc biệt là quan hệ gần gũi và ảnh hưởng trực tiếp tới chính trị, kinh tế và luật.
Hiện tại, LSE đang hoạt động trong các dự án của chính phủ Anh bao gồm thẻ ID, nghiên cứu chi phí cho các hoạt động của chính phủ, các chính sách cộng đồng và nhà nước. Thêm vào đó, LSE đã mang đến xu hướng về vấn đề học phí trong các trường ĐH tại Anh vào năm 2006, đồng thời tiếp tục thu hút đầu tư và nguồn vốn cao nhờ nằm trong nhóm G5. Vào năm 2008, LSE bị chỉ trích vì cùng với ĐH Cambridge đưa ra danh sách các môn học A-levels được cho là không thích hợp ("soft" subjects) cho việc đăng ký đầu vào đại học.
Top 10 nhà tuyển dụng hàng đầu của học sinh LSE hoạt động trong các lĩnh vực kế toán, ngân hàng đầu tư, tư vấn và luật. Đặc biệt, LSE còn được biết đến là cái nôi của đầu tư ngân hàng (investment banking’s nursery), trong đó khoảng 30% cử nhân LSE làm việc trong các lĩnh vực ngân hàng, dịch vụ tài chính và kế toán. LSE còn là ưu tiên lựa chọn của các nhà tuyển dụng trong nền kinh tế tư nhân, dịch vụ tài chính.
Trong suốt những năm vừa qua, LSE tiếp tục mở rộng quanh Houghton Street. Dự án kêu gọi vốn đầu tư mới nhất "Campaign for the LSE", đã tập trung được 100 triệu bảng Anh, LSE mua lại tòa nhà Public Trustee tại 24 Kingsway. Tòa nhà này được xây dựng lại và đổi tên "New Academic Building" với tổng chi phí 45 triệu bảng Anh, tăng tổng diện tích toàn trường lên 120,000 feet vuông. 100 triệu bảng Anh được đầu tư vào tháng 11 năm 2007, tòa nhà mới được đi vào hoạt động tháng 10 năm 2008 và được khánh thành bởi Nữ hoàng Elizabeth II và Công tước Edinburgh vào ngày 5 tháng 11 năm 2008.
Giám đốc hiện tại của LSE là Sir Howard Davies, nguyên Chủ tịch Cơ quan dịch vụ tài chính Anh (Financial Service Authority), Giám đốc Hội Doanh nghiệp Vương quốc Anh (Confederation of British Industry) và Phó thống đốc Ngân hàng Anh quốc. Sau nhiệm kỳ làm việc đầu tiên, Sir Horward Davies tiếp tục được tái bổ nhiệm quản lý LSE từ tháng 6 năm 2007 cho đến năm 2013.

## Ngành học và tuyển sinh
Học viện kinh tế và chính trị Luân Đôn là trường đại học chuyên khoa duy nhất ở Anh tập trung chủ yếu vào các nghiên cứu về khoa học xã hội. Trường có 120 khóa Thạc sĩ Khoa học, 2 khóa Thạc sĩ Quản trị kinh doanh,1 khóa Thạc sĩ Luật, 30 khóa Cử nhân khoa học, 1 Cử nhân Luật và 4 Cử nhân Văn chương (bao gồm Lịch sử quốc tế và Địa lý). Học viện kinh tế Luân Đôn là một trong hai trường Anh quốc duy nhất dạy Lịch sử kinh tế (cùng với đại học Cambridge). Các khóa học khác bao gồm Nhân chủng học, Tội phạm học, Quan hệ quốc tế, Tâm lý xã hội học và Xã hội học. Các khóa học được dạy trên 30 trung tâm nghiên cứu và 19 tòa nhà, cùng một trung tâm ngoại ngữ.
Các bộ phận nghiên cứu bao gồm Trung tâm nghiên cứu châu Á, Trung tâm Manheim dành cho Tội phạm học, trung tâm Darwin@LSE, Khối thị trường tài chính thành lập bởi Mervun King, Trung tâm điều hành Kinh tế, Tổ chức châu Âu, Tổ chức nghiên cứu về loài và sự di trú (MSU).
Kể từ khi các chương trình này được bao gồm trong Khoa học xã hôi, chúng được gói gọn lại và các sinh viên đều được yêu cầu học một môn bên ngoài ngành học của mình trong năm thứ nhất và thứ hai nhằm thúc đẩy học sinh có kiến thức rộng hơn về khoa học xã hội. Nhiều học sinh được khuyến khích tham gia các khóa thực hành, nơi sinh viên có thể tham gia các bài giảng của các giáo sư mà không phải bắt buộc đăng ký. Mục đích là để học sinh có thể đạt được những kiến thức sâu rộng hơn. Và tại cấp độ này, một số Khoa có rất ít học sinh (90 học sinh trong suốt 3 năm học), đảm bảo các buổi giảng vừa và cho phép học sinh tiếp cận tốt hơn so với các trường đại học khác.
Đầu vào của trường khá khắt khe, tỉ lệ chọi cho một suất học trong LSE luôn cao hơn 2 trường Oxford và Cambridge với trung bình 17 người cho mỗi suất. Một vài khóa như Luật, Quản trị, Kinh tế và Chính trị, tỉ lệ này thậm chí còn cao hơn với trên 20 người cho một chỗ. Năm 2008, điểm UCAS của sinh viên vào được học viện là 484 tương đương với 4 điểm A cho A-level. LSE cũng là một trong 3 trường đại học suy nhất ở Anh Quốc (cùng với Oxford và Cambridge) không phải vào phần Clearing trong UCAS (tuyển chọn bổ sung). LSE, giống như nhiều trường đại học khác ở Anh, không nhận học sinh thông qua hệ thống phỏng vấn và chỉ nhận học sinh dựa trên kết quả học tập của học sinh. Giống như MIT, LSE không có chương trình học bổng thể thao.
Những năm gần đây, LSE trở thành một trong những trường đại học bị chỉ trích vì nhận khá nhiều học sinh từ các trường tư của Anh. Với nhiều sự đề cập và phản ánh từ dư luận, thống kê đưa ra bởi Hội đồng các trường tư thục, tổ chức của tất cả các trường tư thục ở Anh, đã khẳng định học sinh từ trường tư chỉ có 29.69% cơ hội vào được LSE – tỉ lệ chấp nhận thấp nhất của nhóm Russell.
Đầu vào cho học sinh sau đại học cũng rất cao (đặc biệt cho những sinh viên không có học bổng). Sinh viên đều bắt buộc phải có bằng loại Nhất (First Class) hoặc 2.1 (Upper Second) hoặc tương đương mới được chấp nhận vào các khóa học thạc sĩ.
Quá trình để nhận học sinh sau đại học được tiến hành từ khi nhận hồ sơ từ giữa tháng 10 và được xem xét bắt đầu từ tháng 11. Các hồ sơ xin học được xét và sinh viên có thể được nhận, từ chối hoặc nhận có điều kiện. Quá trình xét nhận được tiến hành cho tới khi trường cần đủ chỉ tiêu cho năm học. Do vậy, những học sinh gửi hồ sơ sớm sẽ có nhiều cơ hội hơn những sinh viên khác. Tỉ lệ hồ sơ thành công khác nhau theo từng năm mặc dù hầu hết các khóa học đều chỉ nhận tầm 5% đến 10% số đơn xét tuyển. LSE đang cố gắng triển khai kế hoạch để tăng số học sinh mỗi năm bằng cách mở rộng các thiết bị và tòa nhà cần thiết.
LSE cũng đưa ra khóa học Thạc sĩ Quản trị kinh doanh toàn cầu TRIUM, được kết nối với Khối đại học thương mại của Trường đại học New York và Khối đại học Quản lý HEC của Paris. Khóa học được chia làm 6 kì, được tổ chức trong tại 5 quốc gia trong vòng khoảng thời gian 16 tháng. Tổ chức tư vấn Whitefield, một tổ chức tư vấn toàn cầu và tờ Thời báo Tài chính đã xếp chương trình MBA này đứng thứ 2 trên toàn thế giới.
Chương trình học mùa hè của LSE được bắt đầu từ năm 1989 và đã được mở rộng với hơn 3000 học sinh vào năm 2006, tương đương với số sinh viên đại học của trường. Khóa học mùa hè bao gồm 50 môn, dựa trên các khóa học của LSE như Kế toán, Tài chính, Luật, Quan hệ quốc tế và Quản lý. Khóa học kéo dài 2 ký, mỗi kì 3 tuần vào tháng bảy và tháng Tám mỗi năm. LSE cũng đưa ra chương trình học hè LSE-PKU hợp tác với trường đại học Peking của Trung Quốc. Các khóa học này được lấy điểm, tính vào các chứng chỉ khác nhau và một vài khóa có thể được tính như một phần của thư mời có điều kiện cho khóa học thạc sĩ của LSE. Năm 2007, Khóa học hè này đã nhận sinh viên trên hơn 100 quốc gia, bao gồm một số của các trường phổ thông, đại học hàng đầu trên thế giới cũng như các chuyên gia từ một số ngân hàng quốc gia và các tổ chức tài chính lớn. Cùng với khóa học, trường cũng cung cấp chỗ ở trong ký túc xá cho sinh viên, và khóa học hè bao gồm cả một chương trình hoạt động xã hội như bài giảng của các khách mời, tiếp tân và câu lạc bộ đêm Crush tại trường. Các giáo sư của khóa học đang hi vọng có thể mở rộng hơn trong tương lai đặc biệt khi trường mới khánh thành tòa nhà New Academic building mới tháng 11/2008.

## Năm học
Một năm học được chia ra làm 3 học kỳ. Học kỳ I - được gọi là "Michaelmas Term" - bao gồm 10 tuần học từ khoảng tháng 10 đến 2 tuần trước Noel. Học kỳ II - Lent Term - bao gồm 10 tuần học từ khoảng tháng 1 đến trước kỳ nghỉ lễ Phục Sinh. Học kỳ III - Summer Term - bao gồm 10 tuần học từ khoảng tháng 4 đến hè. Vào Michaelmas Term, trường thường khai giảng vào 1 ngày thứ năm cuối tháng 9 hoặc đầu tháng 10. Tuy nhiên, trong tuần đầu tiên – Freshers Week- các hoạt động chủ yếu chỉ để giúp học sinh mới làm quen với trường. Các hoạt động học tập chỉ chính thức bắt đầu vào ngày thứ hai sau Freshers Week.

## Sinh viên
LSE có khoảng 8000 học sinh chính khóa (đại học và cao học) và 800 học sinh học bán thời gian. Trong số này, khoảng 25% la người Anh, 18% đến từ các nước châu Âu, 50% còn lại đến từ khoảng 150 nước khác trên thế giới. Trong số này 58% số học sinh học cao học (Master, MPA, LLM, PhD, MPhil). Tỷ lệ nam:nữ là 51:49.

### Hội sinh viên
Hội sinh viên (LSE Student Union, LSESU) là một thành viên của Hội sinh viên quốc gia (National Union of Students- NUS). LSESU được xem là một trong những hội sinh viên năng động nhất nước Anh- một danh tiếng có từ thập niên 1960 khi sinh viên tiến hành bạo động và chiếm giữ trường để tỏ thái độ phản đối Chiến tranh Việt Nam hay chống phân biệt chủng tộc. Gần đây nhất, tháng 1 năm 2009, một số sinh viên đã chiếm giữ giảng đường Old Theatre trong 1 tuần nhằm phản đối hành động của Israel ở dải Gaza.
LSESU chịu trách nhiệm về vấn đề tố chức các hoạt động phong trào, vui chơi cho học sinh, cũng như đại diện cho quyền lợi của học sinh. (RAG- Raising And Giving: quyên góp tiền cho các hoạt động từ thiện) Freshers’ Week, Global Week…
LSESU có một tờ báo riêng - tờ The Beaver, 1 đài radio - đài Lse, 1 đài truyền hình LooSE Television, và một tạp chí Clare Market Review. Ngoài ra, các khoa của trường có các tờ báo riêng của mình, ví dụ tờ Rerum causae của Khoa Triết học hay tờ Rationale của khoa Kinh tế.
Hội Thể thao LSE (LSE Athletics Union, LSEAU) chịu trách nhiệm về các hoạt động thể thao của trường. Cơ sở vật chất gồm có 1 sân đá banh, 1 khu thể thao (bóng rổ, võ...), 1 phòng tập thể dục (gym)
Dưới sự quản lý của LSESU là hơn 170 hội/nhóm phong trào (societies) liên quan đến tất cả các lãnh vực, từ Business Society, Knitting Society, Lager and Real Ale Society...đến LSEConservatives hay LSE Socialist Union… Ngoài ra, các học sinh học ở đây đều thành lập hội đại diện cho quốc gia của mình, Swedish Society, Vietnam Society (VietSoc) hoặc Japanese Society…
LSESU là nơi duy nhất ở Anh tổ chức tranh luận và họp toàn thể (Union General Meeting) hàng tuần (1pm thứ năm hằng tuần), Ngày 15 tháng 1 năm 2009, LSESU đã họp và bỏ phiếu 219/154 phản đối hành động của Israel ở Gaza.

## Hoạt động
Trường LSE chuyển đến khu vực hiện nay, khu Clare Market và Houghton Street, vào năm 1902. Năm 1920, vua George V đặt viên đá đầu tiên xây dựng Old Buiding, một trong những tòa nhà trung tâm của trường. Từ đó đến nay, LSE đã mở rộng khuôn viên trường ra các khu vực lân cận (từ Kingsway đến Royal Court of Justice). Hiện nay, LSE có 30 tòa nhà. Trong khuôn viên còn có các tượng động vật hoặc hình thù kỳ lạ do các cựu học sinh tặng.
Trường trải qua một đợt tu bổ lớn dưới thời Hiệu trưởng Anthony Giddens (1996-2003). Tòa nhà Connaught và Clement ở Aldwych; tòa nhà Garrick ở Houghton street; khu văn phòng sinh viên (Student Services Centre) ở Old Building cũng như thư viện trung tâm (the Lionel Robbins Building) được cải tạo và nâng cấp.

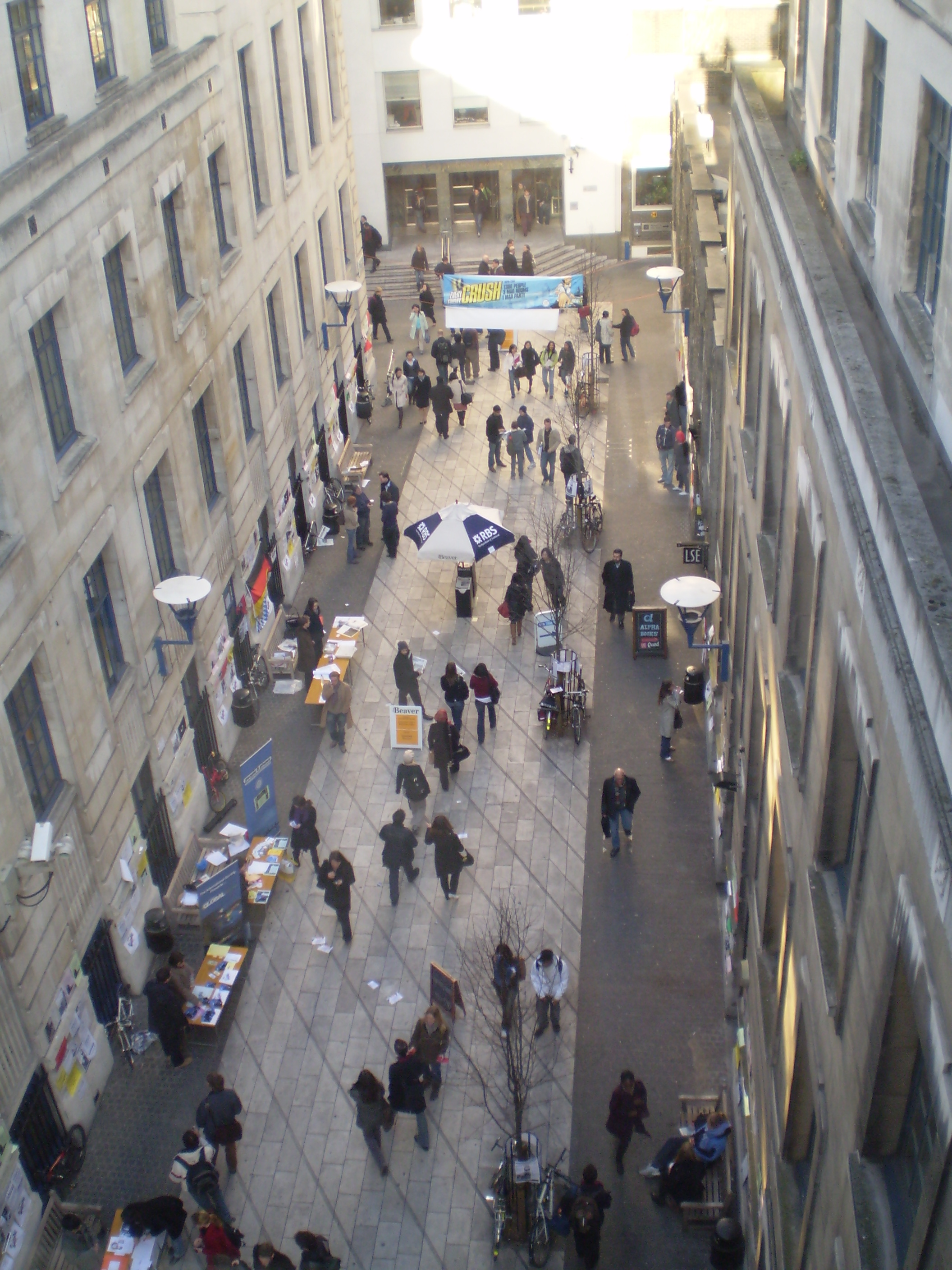
Khuôn viên trường

Gần đây, LSE đã phát triển thêm 1 tòa nhà. Được cắt băng khánh thành vào ngày 5 tháng 11 năm 2008 bởi vợ chồng Nữ hoàng Anh tòa nhà thân thiện với môi trường này gồm có 4 giảng đường, các phòng học và là nhà mới của khoa Luật và khoa Quản trị.
Peacock Theatre là giảng đường chính của trường LSE với 999 chỗ ngồi. Đây đồng thời cũng là nhà hát thứ sáu của Sadler's Wells.
LSE nổi tiếng với các chương trình thuyết giảng đại chúng (Public lectures) tổ chức hàng tuần bởi các cựu học sinh của trường cũng như các nhân vật nổi tiếng trong giới học thuật, kinh tế cũng như chính trị. Các chương trình gần đây có sự tham gia của các nhân vật như thủ tướng Anh Gordon Brown, thủ tướng Úc Kevin Rudd, cựu tổng thống Hoa Kỳ Bill Clinton, anh hùng đấu tranh chống chế độ phân biệt chủng tộc apartheid Nelson Mandela, cựu tổng thư ký Liên Hợp Quốc Kofi Annan, các cựu thủ tướng Anh Tony Blair, John Major hay Margaret Thatcher, cựu thủ tướng Đức Gerhard Schroeder, tổng thống Brazil Luiz Inácio Lula da Silva, thủ tướng Singapore Lý Hiển Long, giám đốc cục dự trữ liên bang Hoa Kỳ Ben Bernanke và Alan Greenspan, tổng thống Mexico Vicente Fox. Ngoài ra còn có George Osborne MP, Lord Stern, Cherie Booth, George Soros, Mary McAleese, Archbishop Rowan Williams, John Lewis Gaddis, Joseph Meegan, Archbishop Desmond Tutu, Jens Lehmann, Milton Friedman, Jeffrey Sachs.
Ngoài ra, LSE còn là nơi tổ chức những buổi biểu diễn văn nghệ và hòa nhạc (We Are Scientists, Dr. Karl Kennedy và Tim Westwood).

## Sinh hoạt
Trường có khu ký túc xá dành cho sinh viên nằm rải rác ở trung tâm Luân Đôn. Các KTX này có thể cung cấp chỗ ăn ở cho khoảng 3400 sinh viên. 11 KTX này bao gồm:
- Anson Road
- Bankside House
- Butlers Wharf
- Carr-Saunders Hall
- Grosvenor House
- High Holborn
- Lilian Knowles
- Northumberland House
- Passfield Hall
- Rosebery Hall
- Sidney Webb House

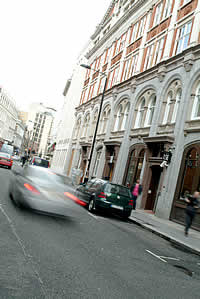
Ký túc xá Grosvenor House

Ngoài ra, sinh viên của LSE có thể đăng ký vào một trong 8 khu KTX của Hiệp hội các trường Đại học Luân Đôn (University of London- mà LSE là một trong 19 thành viên), gồm có:
- College Hall
- Connaught Hall
- International Hall
- Lillian Penson Hall
- Nutford House
- Garden Halls
- Canterbury Hall
- Commonwealth Hall
- Hughes-Parry Hall

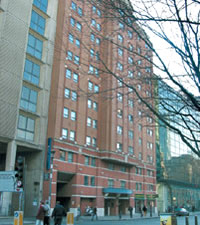
Ký túc xá High Holborn

LSE đảm bảo một chỗ trong KTX cho tất cả học sinh năm 1, tuy nhiên chỉ khoảng 1.200 sinh viên năm 1 ở trong KTX, còn lại thường thuê nhà riêng ở ngoài.	

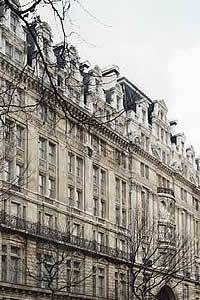
Ký túc xá Northumberland House ở Trafalgar Square

## Thư viện và lưu trữ
Thư viện trung tâm của trường-được thành lập năm 1896- là Thư viện quốc gia Anh quốc về Chính trị và Kinh tế (British Library of Political and Economic Science - BLPES). Đây là thư viện lớn nhất thế giới về xã hội học và khoa học chính trị. Thư viện được đặt tên Lionel Robbins Building- theo tên của nhà kinh tế học nổi tiếng- Lionel Robbins- người đã từng học, dạy ở LSE và sau này trở thành một thành viên trong Hội đồng quản lý của trường. Những bộ lưu trữ ở đây có tầm quan trọng cao và đã được tặng thưởng danh hiệu "Status" bởi Museums Libraries and Archives Council (MLAC). 
Lionel Robbins Building được nâng cấp và sửa chữa vào năm 2000 bằng 1 dự án trị giá £35 triệu bảng Anh. Được tiến hành bởi công ty Foster and Partners. Việc sửa chữa này hoàn thành và được khánh thành bởi công chúa Anne – (The Princess Anne) vào ngày 27/11/2001.
Với hệ thống giá để sách dài hơn 50 km nếu xếp liên tiếp, chứa hơn 4,5 triệu cuốn sách và 30 000 đầu báo in cũng như 15000 đầu báo điện tử. Thư viện rộng khoảng 20 000 m2: bao gồm 1700 chỗ ngồi tự học và 450 máy tính. Thư viện đón khoảng 6500 học sinh và giáo viên đến sử dụng mỗi ngày, cũng như phục vụ cho khoảng 12000 người dùng đăng ký bên ngoài LSE.

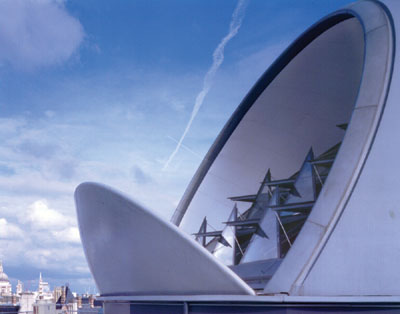
Nóc thư viện

Từ năm 1946, thư viện cũng đồng thời là một United Nations depository library, cung cấp các chương trình ấn phẩm của Liên Hợp Quốc. Từ năm 1964, thư viện trở thành một trung tâm lưu trữ của châu Âu (European Documentation Centre) - là nơi tiếp nhận các ấn phẩm trong cộn đồng các nước châu âu. Các văn bản/tư liệu của các tổ chức khác cũng được luu trữ tại đây, ví dụ như: OECD (Organisation for Economic Co-operation and Development), ILO (International Labour Organization), OAS (Organization of American States), GATT/WTO (General Agreement on Tariffs and Trade / World Trade Organization)
Thư viện SHAW, nằm ở Old Building, là nơi lưu giữ những tác phẩm thuộc thể loại đại chúng và giải trí. Ngoài ra, Fabian Window –tấm kính khắc hình những người sáng lập sáng lập phong trào Fabian, được khánh thành bởi cựu thủ tướng Anh Tony Blair năm 2006, cũng nằn trong thư viện SHAW này. 
Ngoài ra, sinh viên tại trường cũng có thể sử dụng hệ thống thư viện của các trường liên kết nằm trong hệ thống Đại học Luân Đôn (ví dụ, Senate House Library….)

## Danh tiếng giáo dục
Theo thống kê mới nhất của Đề tài đánh giá nghiên cứu Lưu trữ ngày 31 tháng 12 năm 2010 tại Wayback Machine (RAE 2008) tài trợ bởi chính phủ Anh LSE được xếp ngang hàng cùng Oxford dựa trên 14 tiêu chuẩn đánh giá. Chương trình cũng xếp LSE là trường đại học hàng đầu ở 5 ngành Nhân chủng học, Kinh tế, Luật , Chính sách xã hội và Nghiên cứu châu Âu. Thời báo Independent cũng đưa LSE lên thứ hạng thứ nhất theo các thống kê và nghiên cứu, dựa vào 35% thành công của trường trong những đề án hàng đầu, trong khi Oxford và Cambridge đạt 32% (theo thời báo Independent, 18 tháng 12 năm 2008). Trên 68% nghiên cứu của LSE đạt chuẩn 4 sao (hạng thế giới) và 3 sao (hạng quốc tế) trong đó khoa kinh tế là khoa mạnh nhất trong số những ngành học phổ biến trên toàn nước Anh. 
Hai trong số ba bảng xếp hạng chính của đại học Anh Times Lưu trữ ngày 3 tháng 2 năm 2009 tại Wayback Machine và Sunday Times Lưu trữ ngày 31 tháng 1 năm 2009 tại Wayback Machine đã xếp hạng LSE là trường đứng thứ 2 trong top những trường nghiên cứu khoa học mạnh nhất sau Cambridge. Các bảng xếp hạng khác cũng xếp LSE vào những vị trí dẫn đầu như của The Independent hay của The Guardian. Ngoài ra, LSE đã đệ trình 97% các cái đề tài của các cán bộ nhân viên trường, nhiều hơn bất cứ các trường đại học khác. LSE cũng được xếp hạng thứ nhất trong khối các trường đại học ở Luân Đôn. 
Năm 2007, trong bảng xếp hạng các trường đại học toàn cầu về xã hội học, LSE được xếp thứ 3 trên toàn thế giới sau Harvard và Berkeley về khoa học xã hội (thứ 3 năm 2006, thứ 2 năm 2005 và 2004). "..Những nghiên cứu về xã hội, kinh tế và chính trị của trường không chỉ gói gọn trong Anh quốc và các nước Châu Âu, mà còn bao gồm các quốc gia khác trên mọi lục địa. Từ khi thành lập, LSE đã quyết tâm trở thành nơi thí nghiệm về những vấn đề khoa học xã hội, nơi mọi ý tưởng được hình thành, phân tích, đánh giá và phát triển trên toàn cầu. Chính những điều đó đã tạo nên tên tuổi và danh tiếng bậc nhất trên toàn cầu cho LSE…." (QS Top Universities)
Năm 2007, Khóa thạc sĩ Quản lý của trường được Bảng xếp hạng Thời báo Tái chính châu Âu xếp thứ 2 trên thế giới Lưu trữ ngày 1 tháng 2 năm 2009 tại Wayback Machine (thứ 8 năm 2006 và thứ 4 năm 2005). Không những thế, Khoa Tâm lý học, và Triết học đều vang danh dưới bảng thống kể của trung tâm tâm lý học Blackwell. Trường được xếp thứ nhất trên thế giới về Triết học của khoa học xã hội và đứng thứ hai về Triết học khoa học và đứng thứ 3 cho khóa học về ‘Lựa chọn lý trí, quyết định và Lý thuyết trò chơi’.
Trong năm 2009 này, trong tờ Hướng dẫn về các đại học tốt’ (Times Good University Guide), trường đã đứng thứ nhất ở Anh quốc về các khóa sau: Tài chính kế toán (Accounting&Finance), Nghiên cứu thương mại (Business Studies), Kinh tế (Economics) và Chính sách xã hội (Social Policy), đứng thứ 2 cho Địa lý học (Geography), Nhân chủng học (Anthropology) và Chính trị học (Politics), đứng thứ 4 về Lịch sử học (History) và Triết học (Philosophy), xếp thứ 5 về Luật (Law), thứ 7 về Xã hội học (Sociology) và khoa Toán (Maths) xếp thứ 8.
LSE đứng thứ 3 xét về toàn diện trong bảng xếp hạng của thời báo chủ nhật (Sunday Times) tính trong vòng 10 năm từ 1997 tới 2007.
|                               | 2009 | 2008 | 2007 | 2006 | 2005 | 2004 | 2003 | 2002 | 2001 | 2000 | 1999 | 1998 | 1997 | 1996 | 1995  | 1994  | 1993 |
| ----------------------------- | ---- | ---- | ---- | ---- | ---- | ---- | ---- | ---- | ---- | ---- | ---- | ---- | ---- | ---- | ----- | ----- | ---- |
| Times Good University Guide   | 4th  | 4th  | 4th  | 4th  | 4th  | 4th  | 5th  | 7th  | 8th= | 8th= | 3rd  | 3rd  | 3rd  | 4th= | 10th= | 12th= | 5th  |
| Guardian University Guide     | 3rd  | 6th  | 3rd  | 3rd  | 5th  | 5th  | 3rd  | 3rd  |      |      |      |      |      |      |       |       |      |
| Sunday Times University Guide |      | 4th  | 3rd  | 4th  | 4th  | 4th  | 3rd  | 3rd  | 3rd  | 3rd  | 3rd  | 4th  |      |      |       |       |      |
| Daily Telegraph               |      |      | 4th  |      |      |      | 3rd  | 3rd  |      |      |      |      |      |      |       |       |      |
| FT                            |      |      |      |      |      |      | 4th  | 4th  | 4th= | 4th  | 4th  |      |      |      |       |       |      |
| Independent / Complete        | 3rd  | 4th  |      |      |      |      |      |      |      |      |      |      |      |      |       |       |      |

## Những đóng góp vào lịch sử kinh tế học

### LSE và Cambridge
Trong những năm 1930, cuộc tranh luận giữa LSE và trường đại học Cambridge rất nổi tiếng trong giới trí thức. Sự bất đồng ý kiến này bắt nguồn khi Edwin Cannan (1861-1935), giáo sư Kinh tế học ở LSE, và Alfred Marshall (1842-1924), giáo sư Kinh tế chính trị ở Cambridge và cũng là nhà kinh tế học đầu ngành lúc bấy giờ, tranh luận về vấn đề nền tảng của kinh tế học và liệu kinh tế học có nên được coi là một thực thể có hệ thống hay không (whether the subject should be considered as an organic whole) (Marshall đã bác bỏ quan niệm của LSE về sự riêng rẽ giữa học thuyết và lịch sử kinh tế.)
Sự tranh luận còn liên quan đến vai trò của một nhà kinh tế học, liệu nên được coi là một chuyên gia riêng hay chỉ là một cố vấn về mặt thực tiễn. Với LSE và những nhà kinh tế–sử học, sự ứng dụng của các lý thuyết kinh tế mang tính quyết định cao hơn bản thân chúng.[neutrality disputed] Các nhà kinh tế học ở LSE và Cambridge đã cùng làm việc với nhau vào những năm 1920, tiêu biểu là "the London and Cambridge Economic Service" – tuy vậy nhưng đến những năm 1930 thì cuộc tranh cãi giữa hai trường đại học này lại tiếp tục diễn ra trước giải pháp cho vấn đề khủng hoảng kinh tế.
Các giáo sư Robbins và Hayek của LSE, và Keynes của Cambridge là những nhân vật chính trong sự bất đồng chính kiến giữa hai trường. Cuộc tranh luận được mở rộng từ vấn đề giảm phát cùng với quản lý lượng cầu - như là giải pháp cho những vấn đề kinh tế lúc bấy giờ, cho đến những khái niệm rộng hơn của kinh tế học và kinh tế vĩ mô. Quan điểm của Robbins và Hayek được dựa trên ý kiến của Học viện Kinh tế Áo về sự nhấn mạnh vào tự do thương mại và chống chủ nghĩa can thiệp, đây cũng là một phương thức mà Robbins sau này đã tiếp cận và đi đến kết luận là không thích hợp cho bối cảnh khủng hoảng kinh tế những năm 30.

### LSE và Chicago
Keynes và những chính sách, đường lối về kinh tế của Cambridge đã trở thành khuôn mẫu chuẩn kể từ những năm 30. Tuy sức ảnh hưởng ngày càng mạnh của Milton Friedman và Học viện Kinh tế Chicago nhưng vẫn phải nói rằng nhiều ý kiến về đường lối dân chủ của LSE vẫn ảnh hưởng đến phần lớn kinh tế dân chủ hiện đại. Lý do là do tầm ảnh hưởng chung của Friedrich Hayek đến cả hai trường (sau khi rời khỏi LSE ông đã chuyển tới Học viện Kinh tế Chicago).
Sự kiểm chứng về tính hợp lệ trong lý lẽ của Hayek nằm ở sự lớn mạnh của những tổ chức và hiệp định quốc tế về tự do mậu dịch, ví dụ như những tổ chức và hiệp định đã qua được GATT (Hiệp định chung về Thuế quan và Mậu dịch mà sau này trở thành WTO, Tổ chức Thương mại Thế giới). 
Những ảnh hưởng về kinh tế học
LSE là mô hình Học viện Kinh tế đầu tiên trên thế giới. Một số đóng góp cụ thể và quan trọng trong những quan niệm của chúng ta về kinh tế học có thể được tìm thấy dưới đây, với những cá nhân đã giảng dạy, nghiên cứu và học tập ở LSE và những nghiên cứu của họ. Phần lớn những nhà kinh tế học này đã được trao giải thưởng Nobel Kinh tế cho nhiều học thuyết hay công trình nghiên cứu cụ thể, liệt kê dưới đây là những công trình có tầm ảnh hưởng nhất đến tư duy và xây dựng mô hình kinh tế hiện đại:
1.John Hicks, với đóng góp nổi tiếng nhất là sự phát triển ra mô hình Hicks-Hansen IS-LM, điểm khởi đầu chuẩn mực cho kinh tế vĩ mô trường phái Keynesian cho mọi nhà kinh tế học hiện nay.
2.Friedrich Hayek, người được trao giải thưởng Nobel Kinh tế năm 1974, một trong những người lỗi lạc nhất ủng hộ chủ nghĩa kinh tế dân chủ. Lý thuyết về kinh tế-triết học của ông đã giúp vạch ra nhiều chủ trương và chính sách kinh tế ở Anh và Mỹ, tạo ra tầm ảnh hưởng đến cả Margaret Thatcher và Ronald Reagan. Sự áp dụng tư tưởng triết học của ông đã dẫn đến những thành tựu kinh tế quan trọng như là giảm sự chi phối từ các tổ chức công đoàn lao động đến nền kinh tế (mà Bean và Crafts tin rằng là nguyên nhân chủ yếu gây ra sự trì trệ về kinh tế trong suốt 25 năm trước đó, khoản thời gian mà các nước châu Âu đều có tăng trưởng kinh tế ấn tượng). Ông cũng đã tạo ảnh hưởng rõ rệt lên những tư duy kinh tế thị trường đằng sau Iron Curtain (tư tưởng đã làm sụp đổ mô hình xã hội chủ nghĩa của các nước Đông Âu).
3.James Meade được trao giải cho những đóng góp mang tính nền tảng của ông trong lý thuyết thương mại.
4.William Arthur Lewis, người đã phát triển học thuyết về tính hai mặt của nền kinh tế (Dual Model), chứng minh sự phát triền của phần lớn những lý thuyết kinh tế về quá trình công nghiệp hóa, và tạo ra nền tảng cho quan điểm "revisionist" (tạm dịch là người theo chủ trương xét lại) của Heywood về quá trình công nghiệp hóa ở nước Pháp trong mối tương quan với nước Anh. Lewis cũng là người đi tiên phong trong việc nghiên cứu tầm quan trọng của tỷ lệ trao đổi trong thương mại quốc tế (terms of trade) trong các lý thuyết về thương mại.
5.Merton Miller, người được trao giải Nobel Kinh tế năm 1990 cho việc tiên phong về lĩnh vực nghiên cứu lý thuyết kinh tế tài chính.
6.Ronald Coase, được trao giải thưởng Nobel Kinh tế năm 1991 cho những khám phá và việc làm rõ tầm quan trọng của chi phí giao dịch (transaction costs) và quyền sở hữu của cải (property rights) trong cấu trúc tổ chức và chức năng hoạt động của nền kinh tế.
7.Amartya Sen, được trao giải Nobel Kinh tế năm 1998 vì nhiều đóng góp cho bộ môn kinh tế phát triển, bao gồm sự mở đường trong nghiên cứu về bất bình đẳng giới, và ông cũng luôn chú ý sử dụng "her" thay vì "his" trong các văn bản tiếng Anh khi nhắc đến một cá thể. Sen đã rời LSE để đến Oxford. Ông không được cho phép giảng dạy chủ đề nghiên cứu chính của mình về "tình trạng nghèo khó" (poverty) trong khoa Kinh tế.
8.Robert Mundell, cũng được trao giải Nobel Kinh tế năm 1999 cho những nghiên cứu về sử dụng đồng tiền chung (optimum currency area), và những nghiên cứu này vẫn đóng vai trò rất quan trọng trong quá trình phân tích và xem xét tính hiệu quả của đồng tiền chung. Trong khi những tiêu chí về chính trị (như nước Anh đã dùng khi quyết định không sử dụng đồng Euro) mang rất ít điểm tương đồng với những tiêu chí về OCA của Mundell, những nhà kinh tế học mang nặng tính lý thuyết lại sử dụng các tiêu chí OCA như là công cụ chính để phân tích sự hiệu quả của đồng tiền chung.
9.Mô hình Mundell-Fleming được mở rộng từ lý thuyết IS-LM, đưa vào ảnh hưởng của điểm cân bằng từ những nơi bên ngoài lãnh thổ một quốc gia, và cũng là nền tảng cho việc phân tích những lợi ích của hai loại tỷ giá hối đoái trôi nổi và cố định.
10.George Akerlof, người được trao giải Nobel Kinh tế năm 2001, có lẽ được biết tới nhiều nhất với bài báo của ông, "Thị trường cho những cái xe hơi cũ: Sự không chắc chắn về chất lượng và Cơ chế thị trường", xuất bản trong tờ Tạp chí Kinh tế (ra hàng quý) năm 1970, nhận diện những vấn đề nghiêm trọng có thể gây tổn hại đến thị trường như là bất đối xứng thông tin (asymmetric information).
11.Cũng phải kể tới nhà kinh tế học từ LSE A.W. Phillips, người chưa từng được nhận giải Nobel cho những công trình của ông, nhưng lại vô cùng nổi tiếng với đóng góp về đường cong Phillips (được ông giới thiệu lần đầu năm 1958). Đường cong Phillips đã chứng minh được thất nghiệp và lạm phát như là công cụ của chính phụ trong việc đưa ra đường lối kinh tế đúng đắn.
Bên cạnh những đóng góp to lớn về mặt hàn lâm, những công trình nghiên cứu khác và chất lượng đầu ra của LSE tiếp tục có những ảnh hưởng rõ rệt đến bộ môn kinh tế học.
•Tháng 1/2006, the IDEAS Economic Research Assessment đã xếp Học viện Kinh tế và Chính trị London LSE vào vị trí thứ 3 trong số các trường đại học có khoa nghiên cứu kinh tế tốt nhất thế giới, và vị trí thứ nhất bên ngoài lãnh thổ Hoa Kỳ.
•Năm 1999, đại học Yale đã phân tích tầm ảnh hưởng của những nghiên cứu về Kinh tế lượng (Econometrics) và công trình của 100 người tốt nghiệp Ph.D kinh tế, từ khắp các trường trên toàn thế giới, và đã xếp LSE vị trí đầu bảng và cho rằng đây cũng là học viện duy nhất có hơn 2000 trang công trình nghiên cứu được xuất bản bởi những sinh viên đã tốt nghiệp.
•The UK Research Assessment Exercise (RAE) đã đánh giá khoa Kinh tế của LSE đạt 5* (điểm cao nhất) trong hai lần sát hạch gần đây nhất (1996 and 2001). Có rất nhiều các bảng xếp hạng phi chính phủ khác nhìn chung cũng đã xếp các khoa/phòng nghiên cứu kinh tế của LSE nằm trong top 20 trên thế giới, và phần lớn dẫn đầu các vị trí ngoài lãnh thổ Hoa Kỳ. Ở những nơi khác thì LSE thường được xếp trong top 12 những nơi có chất lượng nghiên cứu tốt nhất thế giới.

## Các cá nhân tiêu biểu

### Cựu học sinh
Rất nhiều những cựu sinh viên và nhân viên từng học tập và làm việc tại học viện Kinh tế và Khoa học Chính trị London đã có đóng góp lớn cho những lĩnh vực khác nhau từ chính trị, kinh doanh, luật, tài chính cho đến văn học, âm nhạc, diễn viên và giáo dục. Một số cựu sinh viên hoặc giáo sư của học viện đã nhận được giải thưởng Nobel. Cho đến nay, 27% người đoạt giải Nobel kinh tế đã học hoặc giảng dạy tại học viện Kinh tế và Khoa học Chính trị London.

### Những người được traogiải Nobel
- 1925	 George Bernard Shaw - Văn học
- 1950	Ralph Bunche - Hòa bình
- 1950	Bertrand Russell - Văn học
- 1959	Philip Noel-Baker - Hòa bình
- 1972	Sir John Hicks - Kinh tế
- 1974	Friedrich Hayek - Kinh tế
- 1977	James Meade - Kinh tế
- 1979	Sir William Arthur Lewis - Kinh tế
- 1987	Óscar Arias - Hòa bình
- 1990	Merton Miller - Kinh tế
- 1991	Ronald Coase - Kinh tế
- 1998	Amartya Sen - Kinh tế
- 1999	Robert Mundell - Kinh tế
- 2001	George Akerlof - Kinh tế
- 2007	Leonid Hurwicz - Kinh tế
- 2008	Paul Krugman - Kinh tế
- 2010	Christopher Pissarides - Kinh tế
- 2016	Juan Manuel Santos - Hòa bình
- 2016	Oliver Hart - Kinh tế

### Đứng đầu Nhà nước
Có 55 cựu sinh viên LSE là nguyên thủ quốc gia, bao gồm 8 người đang đương chức: thủ tướng Taro Aso của Nhật Bản, tổng thống Mwai Kibaki của Kenya, Nữ hoàng  Margrethe II của Đan Mạch,tổng thống Anote Tong của Kiribati, thủ tướng Sergei Stanishev của Bulgaria, tổng thống Óscar Arias của Costa Rica, Thái tử Haakon của Na Uy và Tổng thống John Atta-Mills của Ghana, tổng thống Thái Anh Văn của Đài Loan.
Một số người khác từng là người đứng đầu chính phủ/nhà nước có thể kể đến như cựu thủ tướng Romano Prodi của Italy, Marek Belka (Thủ tướng Ba Lan, 2004-2005), hai cựu Thủ tướng Canada, Pierre Trudeau và Kim Campbell,Sher Bahadur Deuba (Thủ tướng Nepal, 1995-1997, 2001-2002, 2004-2005), Heinrich Brüning (Thủ tướng Đức, 1930-1932), Sri K. R. Narayanan (Tổng thống Ấn Độ, 1997-2002), Percival Patterson (Thủ tướng Jamaica, 1992-2006), Constantine Simitis (Thủ tướng Hy Lạp, 1996-2004), Moshe Sharett tổng thống Israel, Lý Quang Diệu - người sáng lập ra đảo quốc Singapore và Jomo Kenyatta - cha đẻ của đất nước Kenya cũng đều từng học ở LSE.
Ngoài ra, John F. Kennedy, cố Tổng thống Mỹ (1961-1963) đã từng học tập tại LSE với hai người anh em trai của ông là Joseph P. Kennedy, Jr. và Robert F. Kennedy. Lord Attlee (Clement Richard Attlee), Thủ tướng Anh giảng dạy tại đây vào thời điểm (1945-1951).
- Harmodio Arias (1886-1962) - President of Panama, 1932-1936
- Óscar Arias (b. 1941) - President of Costa Rica, 1986-1990, 2006-nay and Nobel Prize winner
- Lord Clement Attlee (1883-1967) - Prime Minister of United Kingdom, 1945-1951
- Errol Walton Barrow (1920-1987) - Prime Minister of Barbados, 1962-1966, 1966-1976, 1986-1987
- Marek Belka (b. 1952) - Prime Minister of Poland, 2004-2005
- Pedro Gerardo Beltran Espanto (1897-1979) - Prime Minister of Peru, 1959-1961
- Maurice Bishop (1944-1983) - Prime Minister of Grenada (1979-1983)
- Heinrich Brüning (1885-1970) - Chancellor of Germany, 1930-1932
- Forbes Burnham - (1923-1985) - President of Guyana
- Kim Campbell (b. 1947) - Prime Minister of Canada, June-November 1993
- Eugenia Charles (1919-2005) - Prime Minister of Dominica, 1980-1995
- John Compton (b. 1926) - Premier of Saint Lucia, 1964-1979, and Prime Minister of Saint Lucia, February-July 1979 & 1982-1996
- Sher Bahadur Deuba (b. 1943) - Prime Minister of Nepal, 1995-1997, 2001-2002, 2004-2005
- Tuanku Jaafar (b. 1922) - Yang di-Pertuan Agong (King) of Malaysia, 1994-1999
- John F. Kennedy (1917-1963) - President of the United States 1961-1963
- Jomo Kenyatta (1891-1978) - First President of Kenya, 1964-1978
- Mwai Kibaki (b. 1931) - President of Kenya, 2002-nay
- Tanin Kraivixien (b. 1927) - Prime Minister of Thailand, 1976-1977
- Yu Kuo-Hwa (1914-2000) - Premier of Taiwan, 1984-1989
- Hilla Limann (1934-1998) - President of Ghana, 1979-1981
- Alfonso López Pumarejo (1886-1959) - President of Colombia, 1934-1938, 1942-1945
- Michael Manley (1924-1997) - Prime Minister of Jamaica, 1972-1980, 1989-1992
- Ratu Sir Kamisese Mara (1920-2004) - Prime Minister of Fiji 1970-1992, President of Fiji 1994-2000
- Queen Margrethe II (b. 1940) - Queen of Denmark, 1972-nay
- Beatriz Merino (b, 1947) - First female Prime Minister of Peru, 2003-2003
- Sri K. R. Narayanan (1921-2005) - President of India, 1997-2002
- Kwame Nkrumah (1909-1972) - First President of Ghana, 1960-1966
- Sylvanus Olympio (1902-1963) - Prime Minister of Togo, 1958-1961, and first President of Togo, 1961-1963
- Percival Patterson (b. 1935) - Prime Minister of Jamaica, 1992-2006
- Romano Prodi (b. 1939) - Prime Minister of Italy, 1996-1998, 2006-nay and President of the European Commission, 1999-2004
- Navinchandra Ramgoolam (b. 1947) - Prime Minister of Mauritius, 1995-2000
- Seewoosagur Ramgoolam (1900-1985) - Prime Minister of Mauritius (1961-1982)
- Veerasamy Ringadoo (1920-2000) - First President of Mauritius, March-June 1992
- Moshe Sharett (1894-1965) - Prime Minister of Israel, 1953-1955
- Constantine Simitis (b. 1936) - Prime Minister of Hy Lạp, 1996-2004
- Sergey Stanishev (b. 1966) - Prime Minister of Bulgaria, 2005-nay
- Edward Szczepanik (1915-2005) - Prime Minister of the Polish government in exile, 1986 - 1990
- Banja Tejan-Sie, (1917-2000) - Toàn quyền và lãnh đạo Đảng Nhân dân Sierra Leone đối lập.
- Anote Tong (b. 1952) - President of Kiribati, 2003-nay
- Pierre Trudeau (1919-2000) - Prime Minister of Canada, 1968-1979, 1980-1984
- Lý Quang Diệu (b. 1923) - Prime Minister of Singapore, 1959-1990

### Nội các chính phủ
29 thành viên Quốc hội Anh (Hạ viện- Members of Parliament) đương chức, bao gồm Ed Miliband và Yvette Cooper, cũng là hai thành viên của nội các đương thời, đều là cựu sinh viên của LSE. Bộ trưởng dưới thời nội các cũ Ruth Kelly và 45 thành viên đương chức của Thượng nghị viện cũng đã từng học ở LSE, bao gồm Lord Stern, hiện đang nắm giữ chức vụ chủ tịch IG Patel. Một số thành viên Quốc hội Anh đã từng được LSE đào tạo cũng phải kể đến Margaret Hodge, Edwina Currie, Baronness Virginia Bottomley và Frank Dobson.
5 thành viên trong bộ máy chính quyền của Tổng thống Hoa Kỳ Barack Obama – Giám đốc Ngân quỹ Peter Orszag, Pete Rouse, Mona Sutphen (Cố vấn cao cấp), Paul Volcker (Trưởng Hội đồng cố vấn hồi phục kinh tế) và Jason Furman đều tốt nghiệp từ LSE, và Larry Summers (Trưởng Hội đồng Cố vấn Kinh tế Quốc gia của Nhà Trắng) thì đã từng giảng dạy ở trường. Ngoại trừ Đại học Harvard, LSE hiện đang là trường đại học có nhiều cựu sinh viên đại diện nhất trong bộ máy chính phủ hiện thời của Hoa Kỳ.
Ngoại trưởng Trung Quốc Dương Khiết Trì (Yang Jie Chi) cũng tốt nghiệp từ LSE. Bộ trưởng Bộ Ngoại giao của Na Uy và Phần Lan, và Bộ trưởng Quốc phòng Indonesia, Juwono Soedarsono đều từng là nghiên cứu sinh ở LSE.

### Tài chính và Kinh doanh
Vẫn thường được gọi là cái nôi sản sinh ra các thiên tài của trung tâm tài chính Luân Đôn, LSE đã đào tạo ra rất nhiều nhà doanh nghiệp và tài chính trong những năm vừa qua.
Thống đốc Ngân hàng Anh, Mervyn King, và năm cử nhân nữa từ LSE (Andrew Sentance, Tim Besley, Charles Bean, Rachel Lomax và David Blanchflower) hiện đang là thành viên của Hội đồng Chính sách Tiền tệ, đưa ra những quyết định về lãi suất và kiềm chế lạm phát.
Một số tỷ phú như David Rockefeller (Chase Manhattan Bank); Sir Stelios Haji-Ioannou, người sáng lập ra easygroup, Lord Saatchi, George Soros, Robert Kaplan, Michael S. Jeffries, Sir Gordon Brunton, Richard Nesbitt đều đã từng học ở LSE. Nick Varney, CEO của Merlin Entertainments, tập đoàn giải trí lớn thứ hai trên thế giới và Clara Furse, Giám đốc điều hành đương nhiệm của Sàn chứng khoán London(London Stock Exchange) cũng là hai cựu sinh viên của trường. Thống đốc Ngân hàng Trung ương Australia Nugget Coombs và Syed Ali Raza, Chủ tịch Ngân hàng Pakistan và chủ ngân hàng quốc tế, chính trị gia David Rockefeller (gia đình ông đã lập ra Quỹ Rockefeller hỗ trợ tài chính sau chiến tranh) cũng đã từng tốt nghiệp tại LSE.

### Giới nghệ thuật và truyền thông
Sir Mick Jagger, trưởng nhóm nhạc The Rolling Stones, cũng đã từng theo học ở LSE nhưng bỏ dở vì ông muốn theo đuổi sự âm nhạc riêng của mình. Sir David Attenborough, một người theo chủ nghĩa tự nhiên, đạo diễn được để cử Oscar Frederick M. Zollo, nữ diễn viên Jaime Murray cũng đều từng học ở LSE. Một số cựu sinh viên khác phải kể đến Edward R. Pressman, nhà sử học nổi tiếng David Starkey, Jules O'Riordan, Loyd Grossman, Robert Kilroy-Silk, Kirsty Lang, Barbara Serra, Martin Lewis, Robert Elms, Rod Liddle, Val Venis, Josh Chetwynd, Keith Murdoch, phóng viên BBC thường trú tại Washington Justin Webb, James Floyd và Mark Urban. Monica Lewinsky cũng đã tốt nghiệp LSE năm 2006, và một cựu thí sinh của series trò chơi Big Brother Michael Cheshire và nữ ca sĩ/diễn viên người Iceland Felicia Jensen hiện cũng đang theo học ở đây. Nhà văn China Miéville đã tốt nghiệp bằng tiến sĩ tại LSE.

### Pháp luật và tòa án
Cherie Booth QC, vợ của cựu Thủ tướng Anh Tony Blair, có bằng LLB (Luật) ở LSE. Sir Charles Webster người sáng lập ra Liên Hợp Quốc cũng từng tốt nghiệp tại LSE. Và cả những người sau đây cũng đều là cựu sinh viên của trường: Ian Johnston, Trưởng Cảnh sát Giao thông Anh, tiến sĩ B. R. Ambedkar, Kiến trúc sư trưởng của Viện Ấn Độ học, Makhdoom Ali Khan, luật sư của Lincoln's Inn và cũng là cựu Chủ tịch hội luật sư Pakistan, Anthony Kennedy, ở Tòa án Tối cao Hoa Kỳ, và cuối cùng là các chủ tịch và chánh án của Tòa án Quốc tế Manfred Lachs và Sir Christopher Greenwood.

### Triết học-khoa học
Khoa Triết học được thành lập bởi ngài Karl Popper và đã trở thành nơi giảng dạy và học tập của nhiều nhà khoa học-triết gia danh tiếng như Paul Feyerabend và Imre Lakatos. Nancy Cartwright, một trong số những nhà khoa học-triết gia lỗi lạc nhất, hiện đang là giáo sư ở LSE. Hai trong số 100 tỷ phú giàu nhất thế giới, George Soros và Spiro Latsis, đã từng học triết học dưới sự giảng dạy của Karl Popper và Imre Lakatos (theo thứ tự).

### Tiểu thuyết, hư cấu
Nhân vật được hư cấu Thủ tướng và Bộ trưởng Đối ngoại Anh, James Hacker, đã học ngành kinh tế ở LSE trong series phim truyền hình được yêu thích Yes Minister và Yes, Prime Minister. Nhân vật Tổng thống Mỹ Jed Bartlett trong phim truyền hình nổi tiếng The West Wing của đài NBC cũng từng học kinh tế ở LSE. Ngoài ra, lý lịch mới được công bố của siêu điệp viên trong tiểu thuyết James Bond trong bộ phim Casino Royale (2006) đã cho thấy rằng cha của James, Andrew Bond, cũng từng học tại LSE. Bokonon hay Lionel Boyd Johnson, một thủ lĩnh tôn giáo trong phim Cat's Cradle của đạo diễn Kurt Vonnegut cũng là cựu sinh viên LSE, tuy nhiên việc học của ông bị gián đoạn bởi cuộc thế chiến thứ I.

### Các hiệu trưởng
- •	Sir Howard DaviesLưu trữ ngày 4 tháng 7 năm 2013 tại Wayback Machine 2003-nay
- •	Professor Lord Anthony Giddens 1997-2003
- •	Sir John Ashworth 1990-96
- • G. Patel 1984-90
- •	Professor Lord Ralf Dahrendorf 1974-84
- •	Sir Walter Adams 1967-74
- •	Sir Sydney Caine 1957-1967
- •	Sir Carr-Saunders 1937-57
- •	Sir William (later Lord) Beveridge 1919-37
- •	William Pember Reeves 1908-19
- •	Sir Halford Mackinder 1903-08
- •	William Hewins 1895-1903.

## Nhóm vận động hành lang
Theo những báo cáo gần đây, LSE được đánh giá là 1 thành viên của nhóm các trường Đại học hoạt động độc lập, được biết đến với tên G5. Tài liệu hỗ trợ bậc học cấp cao của Times cho biết, 5 trường bao gồm LSE, Đại học Hoàng Gia (Imperial College London), Đại học Oxford (University of Oxford), Đại học Cambridge (University of Cambridge) và Đại học Luân Đôn (University College London, viết tắt UCL).
Nhóm "G5" đã tổ chức những buổi họp thường xuyên nhằm chính thức thảo luận về hướng đi của họ khi môi trường đào tạo và giáo dục của Anh (UK) có nhiều sự thay đổi, đặc biệt là mối quan tâm của họ trong việc duy trì chất lượng giảng dạy sau bậc trung học/cao đẳng.
Những trường Đại học này cũng nhấn mạnh nếu không được tài trợ hợp lý để hỗ trợ chất lượng giảng dạy, họ sẽ giảm số học sinh bản xứ chưa tốt nghiệp được nhận vào trường, thay vào đó là học sinh quốc tế và nghiên cứu sinh (thường những học sinh này trả phần lớn hoặc gần như hoàn toàn học phí). Nhóm G5 cũng đã có những lần họp không công bố trong nhiều tháng. Mục đích của nhóm là bảo đảm có những khoản dư từ mức chuẩn học phí (3000 bảng/học sinh cho 1 năm học, bắt đầu từ 2006), để hỗ trợ cho học sinh bản xứ và trong khối Châu Âu.
Ông Richard Sykes, hiệu trưởng trường Đại học Hoàng Gia (Imperial College) phát biểu: "Trường chúng tôi không cung cấp những khóa học rẻ. Chúng tôi sẽ giúp Chính phủ nhận ra điểm này để chấm dứt luật về số học phí tối đa được trả hiện nay. Nếu họ không đồng ý và nhấn mạnh chất lượng khóa học ở trường là quá cao, dẫn đến chi phí không cần thiết; chúng tôi sẽ vẫn duy trì chất lượng giảng dạy. Bên cạnh đó, trường sẽ tăng số học sinh quốc tế và nghiên cứu sinh".
Những điểm chung nổi bật nhất giữa 5 trường đó là: kết quả nghiên cứu chất lượng cao, chất lượng giảng dạy được đánh giá tốt, truyền thống đào tạo những cá nhân xuất sắc và nối tiếng, tầm ảnh hưởng lớn đến những vấn đề chính trị, và chỗ đứng vững trong lĩnh vực hàn lâm. Ngoài ra, còn có những Đoàn thể dành cho sinh viên rất phát triển, Hiệp hội Học sinh của các trường Đại học Luân Đôn (University of London Student Union) đã đứng ra tổ chức các hoạt động như sự kiện năm 1968 ở phố Downing (Downing Street), hoạt động chống lại chiến tranh Irac..v.v...
LSE cũng là thành viên của tổ chức "Tam giác Vàng" (the Golden Triangle), bao gồm các trường Đại học của Oxford, Cambridge, Imperial, LSE, UCL và King’s College (KCL). Các trường LSE, UCL và KCL là những trường nổi bật của tập hợp các trường Đại học Luân Đôn (the University of London) và Imperial tách khỏi khối Đại học Luân Đôn năm 2007. Hiện tại, những trường này đang nỗ lực để giới thiệu những chứng chỉ riêng.

## Hệ thống quản lý
Là thành viên của nhóm các trường Đại học Luân Đôn, LSE có hiệu trưởng danh dự - Công Chúa (The Princess Royal) Anne, người đại diện chính cho University of London.
Không như những trường và tổ chức giáo dục khác ở Anh, hiệu trưởng danh dự không tham gia vào hoạt động quản lý ở LSE. Trường LSE có một Giám đốc điều hành / Hiệu trưởng (the Director), chịu trách nhiệm chủ yếu về việc điều hành Trường, ban Điều hành (Board of Trustees) và tổ chức quản lý (the Court of Governors). Giám đốc và trợ lý Giám đốc được đề cử từ Hội đồng (Council) và chính thức thừa nhận bởi tổ chức quản lý (the Court of Governors).
Người đứng đầu tổ chức quản lý hiện nay là Peter Sutherland tới từ Ireland, đã từng là Tổng Giám đốc của Tổ chức Thương mại thế giới (World Trade Organisation), người thay thế Lord Grabiner vào tháng 12/2007. Dưới Peter Sutherland là Ông Anthony Battishill (Phó chủ tịch), ngoài ra còn có nhiều những cá nhân nổi bật khác như Cherie Booth, Ông Stelios Haji-loannou và Lord Saatchi.

## Chứng chỉ
Học viện Kinh tế và Chính trị Luân Đôn đào tạo nhiều chứng chỉ khác nhau từ bằng Tú tài Đại học (Bachelor’s), Thạc sĩ (Master’s) và Tiến sĩ (PhD degrees). Các chứng chỉ này đều phổ biến và được công nhận ở các trường Đại học ở Anh.
LSE không cấp bằng danh dự thường niên (annual honorary degrees) như một số trường Đại học khác. Trong lịch sử 113 năm của trường, LSE chỉ cấp 15 bằng Danh dự cho Học vị Tiến sĩ, một trong số đó thuộc về Nelson Mandela (Doctor of Science; Economics).
Từ năm 1902, khi bắt đầu gia nhập khối các trường Đại học Luân Đôn, cho tới năm 2007, các chứng chỉ đều được cấp bởi tổ chức này. Bằng cấp được công nhận chung cho các trường thuộc Đại học Luân Đôn (BSc London). Năm 2007, các trường được phép cấp chứng chỉ riêng của mình, và LSE lần đầu tiên được công nhận chứng chỉ riêng vào tháng 6 năm 2008. Những sinh viên tốt nghiệp từ năm 2008 sẽ được lựa chọn chứng chỉ của Đại học Luân Đôn hoặc của LSE. Tại thời điểm hiện tại, Hiệu trưởng trường, ông Howard Davies thông báo LSE cùng với UCL và KCL sẽ tiếp tục nằm trong khối các trường Đại học Luân Đôn.
Ngoài ra, trường sẽ sử dụng đồng phục tốt nghiệp và bằng cấp riêng.
Đã có nhiều tranh luận về việc sắp xếp này trong Hiệp hội Học sinh của trường. Mặc dù có những ý kiến phản đối liên quan đến địa vị hội viên của LSE và các trường Đại học Luân Đôn; việc trường giới thiệu và sử dụng chứng chỉ riêng đã có được sự ủng hộ từ đa số sinh viên.

## Biểu tượng
Biểu tượng của trường là chữ  LSE trên nền hình vuông đỏ. Biểu tượng chính thức và đầy đủ thường đi kèm với dòng chữ màu đen "The London School of Economics and Political Science" (Học viện Kinh tế và Chính trị Luân Đôn) ở phía phải của hình. Biểu tượng trên được sử dụng rộng rãi cùng với hình ảnh tượng trưng (coat of arms) mang nhiều ý nghĩa lịch sử.
Hình ảnh tượng trưng của LSE được thiết kế từ năm 1925, khi Hội đồng gồm 12 thành viên quyết định lấy hình ảnh của 1 linh vật làm biểu tượng cho những hoạt động của trường. Hình ảnh của "Hải Ly" (The Beaver) được chọn để tượng trưng cho tầm nhìn rộng, sự cải tiến, kiên định và cầu tiến. Năm 1925, Hải ly khắc bằng gỗ được giới thiệu bởi 4 Giáo sư được chính thức đặt tên "Felix Q". Từ đó, Hải ly trở thành nhân vật được hầu hết sinh viên yêu thích ở LSE và được đặt tên cho tờ báo nổi tiếng của sinh viên.

## Vị trí
Trường LSE thuộc Hội đồng Thành phố của Westminster (the City of Westminster), nằm giữa Covent Garden, Aldwych và Temple Bar, trong phạm vi thành phố Luân Đôn (the City of London). Trường nằm cạnh Tòa án Hoàng Gia (the Royal Courts of Justice), Lincoln’s Inn và Kingsway (nơi lúc trước là Clare market). LSE cũng nằm trong khu vực trung tâm giao thông bị đánh thuế của Luân Đôn (the central London Congestion Charging zone).
Ga tàu điện ngầm gần nhất là Holborn, Temple và Covent Garden. London Waterloo, một ga tàu lớn khác, nằm cách khu vực trường khoảng 0.7 dặm, bên kia bờ sông Thames.

## LSE trên các phương tiện truyền thông
Lý lịch mới được công bố của siêu điệp viên trong tiểu thuyết James Bond trong bộ phim Casino Royale (2006) đã cho thấy rằng cha của James, Andrew Bond, cũng từng học tại LSE. Bokonon hay Lionel Boyd Johnson, một thủ lĩnh tôn giáo trong phim Cat's Cradle của đạo diễn Kurt Vonnegut cũng là cựu sinh viên LSE, tuy nhiên việc học của ông bị gián đoạn bởi cuộc thế chiến thứ I.
Ngoài ra, trong chương trình TV ở Mỹ có tên "The West Wing" (Cánh trái), Martin Sheen, trong vai Tổng thống Josiah Edward "Jed" Bartlet, đã từng theo học khóa học Thạc sĩ và Tiến sĩ về Kinh tế ở LSE.
Nhân vật Thủ tướng trong loạt phim hài của Anh mang tên "Yes Minister" and "Yes prime Minister" (Vâng, thưa Thủ tướng!), cũng là cựu học sinh của LSE.
Chương trình kịch "Spooks" của đài BBC, phát sóng vào ngày 17/11/08, nhân vật chính Alexis Meynall, nhân viên đầu tư ngân hàng ở Luân Đôn, có đề cập về khoảng thời gian ông theo học ở LSE.